# Bergluch (Zehdenick)

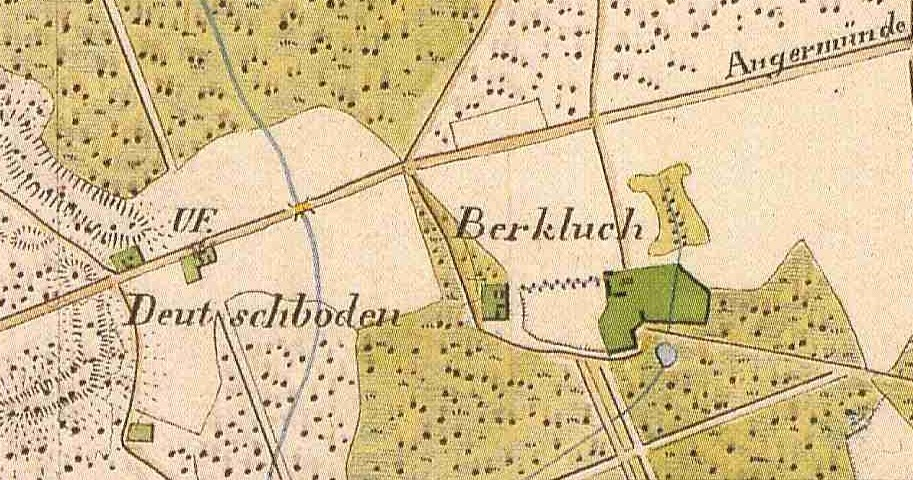
Wohnplatz Deutschboden und ehemaliger Wohnplatz Bergluch, Ortsteil Vogelsang, Stadt Zehdenick (Urmesstischblatt 1825)

Bergluch war ein Wohnplatz im Ortsteil Vogelsang der Stadt Zehdenick (Landkreis Oberhavel, Brandenburg). Er entstand um 1725 aus einem Vorwerk, das durch Umwandlung einer Zaunsetzerstelle am Großen Wildzaun in der Zehdenicker Heide eingerichtet worden war. Der Wohnplatz wurde nach 1971 abgerissen.

## Geographische Lage
Bergluch liegt ungefähr acht Kilometer Luftlinie nordöstlich von der (Kern-)Stadt Zehdenick. Bergluch ist über die L 215, die zwischen der Kernstadt Zehdenick und Vogelsang nach Osten Richtung Kurtschlag abzweigt, zu erreichen. Nur etwa 500 Meter westlich liegt der Wohnplatz Deutschboden. Bergluch liegt 51 m ü. NHN.

## Geschichte
In den frühen 1660er-Jahren begann der Große Kurfürst Friedrich Wilhelm mit dem Wiederaufbau des bereits Mitte des 16. Jahrhunderts angelegten Wildzaun von der Havel bis zur Oder, um das Wild am Abwandern auf die weiter nördlich folgenden Kulturlandschaften zu hindern. In diesem Zusammenhang wurden entlang des Großen Wildzaunes insgesamt elf Zaunsetzerstellen geschaffen. Die Zaunsetzer hatten die Aufgabe, den Wildzaun auch instand halten. Sie erhielten für diese Aufgabe ein Stück Land am Wildzaun, das sie freilich erst räumen mussten, alsu urbar machen mussten. 1718 wird die Zaunsetzerstelle des Gottfried Wittkopp am Großen Wildzaun im Norden des Zehdenicker Revier erstmals genannt. 1721 wurde der Plan gefasst, die Zaunsetzerstellen von Gottfried Wittkopf "bey den Berkenluch" und Gert Amelangs an der "Düsterlacke" (später Vorwerk Grunewald) zu Amtsvorwerken einzurichten. Der Name Bergluch ist als Flurname zu deuten, von brandenburgisch berke = Birke und luch = Sumpf, Bruch; er hat also nichts mit einem Luch auf dem Berg zu tun. Bis 1725 scheint dieser Plan umgesetzt worden zu sein.
Das Vorwerk hatte 1736 493 Morgen Land, davon 365 Morgen Acker, 127 Morgen Wiese und einen Morgen Garten. 1755 wird die Größe des Vorwerks mit 435 Mg Land angegeben, davon 289 Mg Acker, 144 Mg Wiese und 2 Mg Garten, auf dem 12 Kühe, sechs Stück Güstevieh, 250 Schafe, Schweine und Federvieh gehalten wurde. Noch vor 1766 wurden neben dem Vorwerk auch drei Kolonistenfamilien angesiedelt. Die Schmettaukarte von 1767/87 zeigt aber nur das Vw. Birckluch. Die Kolonisten beschwerten sich 1766 über die "Exmission" (Zwangsräumung) ihrer Kolonistenstellen und verließen das Vorwerk wieder. 1767 wurde das Vorwerk einschließlich der drei verlassenen Kolonistenhöfe in Erbpacht an Oberamtmann Lufft gegeben. 1775 bestand neben dem Erbpachtvorwerk auch eine Schäferei; in Bergluch wohnten außerdem 5 Büdner, Einlieger und andere Bewohner, insgesamt gab es sieben Feuerstellen und 27 Bewohner. 1801 zählte man auf dem Vorwerk 5 Feuerstellen, 4 Büdner und ein Schiffer. Im Urmesstischblatt Nr. 2946 Hammelspring von 1825 sind deutlich zwei Siedlungskerne zu erkennen. Der östliche Kern ist nach der Gebäudeform als das Vorwerk zu deuten, der etwa 250 Meter westlich davon gelegene Kern als die Kolonie. 1840 gab es vier Wohnhäuser, 1860 sind neben den vier Wohnhäusern acht Wirtschaftsgebäude vorhanden. 1861 wohnten ein Maurer, ein Schneidermeister und ein Musiker mit seinem Gehilfen in Bergluch. Als Besitzer des Vorwerkes nennen Riehl und Scheu einen Hauptmann a. D. von der Laaken. Um 1900 war das Vorwerk aufgegeben und abgerissen wurden. Der verbliebene, westliche Siedlungskern ist nun in der Topographischen Karten 1:25.000 Nr. 2946 Hammelspring als Kolonie Bergluch bezeichnet. Das Historische Ortslexikon nennt für 1907 einen Königlichen Förster im Forsthaus Bergluch. Dies ist jedoch ein Irrtum für das benachbarte Forsthaus Deutschboden; nach der Topographischen Karte befand sich zu dieser Zeit in (Kolonie) Bergluch kein Forsthaus. Auch in der Liste der Revierförster und Förster des Regierungsbezirks Potsdam nennt keine Försterei Bergluch. Die Bewohner waren ursprünglich nach Zehdenick eingepfarrt, ab 1816 nach Storkow.
| Jahr | Einwohner |
| ---- | --------- |
| 1755 | 13        |
| 1774 | 27        |
| 1801 | 22        |
| 1817 | 45        |
| 1840 | 60        |
| 1858 | 70        |
| 1895 | 43        |
| 1925 | 30        |

## Politische Geschichte
Die Zaunsetzerstelle Bergluch bzw. das spätere Vorwerk Bergluch bzw. die Kolonie Bergluch wurde vom Amt Zehdenick verwaltet. Nach der Auflösung des Amtes wurde ein eigener Gutsbezirk geschaffen, der 1900 mit dem fiskalischen Gutsbezirk Forst Zehdenick vereinigt wurde. Kolonie Bergluch gehörte 1881 zum Amtsbezirk 12 Dargersdorf des Kreises Templin. 1929 wurde der Gutsbezirk Forst Zehdenick in die neugebildete Gemeinde Vogelsang eingegliedert. 1931 war Kolonie Bergluch ein Wohnplatz in der Gemeinde Vogelsang. 1964 und 1971 wurde Bergluch als Ortsteil von Vogelsang bezeichnet. Vogelsang bildete nach der politischen Wende in der damaligen DDR 1992 zusammen mit 13 anderen Gemeinden eine Verwaltungsgemeinschaft, die zuerst Amt Zehdenik genannt wurde, aber bereits 1995 in Amt Zehdenick und Gemeinden umbenannt wurde. Zum 31. Dezember 2001 wurde Vogelsang in die Stadt Zehdenik eingegliedert, zum 26. Oktober 2003 wurde das Amt Zehdenick und Gemeinden per Gesetz aufgelöst. Vogelsang ist derzeit ein Ortsteil der Stadt Zehdenik, Bergluch ist lediglich noch ein Wohnplatz von Vogelsang.
Zehdenick gehörte zur historischen Landschaft der Uckermark. Es kam nach der Aufteilung des Uckermärkischen Kreis 1817 zum Kreis Templin. Nach der Kreisreform von 1952 und dem Neuzuschnitt des Kreises Templin kam Zehdenick zum Kreis Gransee. Die Kreise Oranienburg und Gransee wurden in der Kreisreform von 1993 zum Landkreis Oberhavel vereinigt.

## Besitzer und Pächter
- 1767 Oberamtmann Lufft
- 1774 Oberamtmann Lufft
- 1780 Oberamtmann Lufft
- 1801, 1803 v. Hacke[5][6]
- 1816, 17 Erbpächter Stendel/Stendal[6][7]
- 1824 Nagel
- 1834 Bergemann
- 1836 Erbpächter Carl Ferdinand Bechtold[8][6]
- 1840 v. d. Lanken[6]
- 1855 Carl v. d. Lanken[9]
- 1861 von der Laaken (sic)[2]